# Ommatius abdelkuriensis
Ommatius abdelkuriensis är en tvåvingeart som först beskrevs av Scarbrough 2002.  Ommatius abdelkuriensis ingår i släktet Ommatius och familjen rovflugor. Inga underarter finns listade i Catalogue of Life.